# Daniela Haluza
Daniela Haluza (geboren 1980 in Mistelbach) ist eine österreichische Medizinerin, Vortragende und Buchautorin mit Spezialisierung im Bereich Umweltmedizin, Public Health sowie Umweltmanagement. Sie lebt und arbeitet in Wien.

## Leben und Wirken
Daniela Haluza wuchs in Katzelsdorf im Bezirk Mistelbach auf. 1998 maturierte sie am Konrad Lorenz Bundesgymnasium und Bundesrealgymnasium in Gänserndorf. Sie studierte von 1998 bis 2005 Humanmedizin und promovierte 2007 an der Medizinischen Universität Wien zur Doktorin der Medizin. Ihre Doktorarbeit im Fach Klinische Pathologie beschäftigte sich mit lymphatischen Endothelzellen. Von 2007 bis 2008 forschte und arbeitete Daniela Haluza am Klinischen Institut für Pathologie am Allgemeinen Krankenhaus Wien. Ab 2009 arbeitet sie an der Medizinischen Universität Wien am Zentrum für Public Health in der Abteilung für Umwelthygiene und Umweltmedizin, wo sie 2015 ihre fachärztliche Ausbildung in Klinische Mikrobiologie und Hygiene abschloss. 2017 schloss sie das Doktoratsstudium der Angewandte Medizinische Wissenschaften im Fach Public Health mit einer Doktorarbeit zu Hautgesundheit ab. 2017 und 2018 war sie sechs Monate an der Medizinischen Universität Brünn als Austauschprofessorin tätig. Sie absolvierte eine Zusatzausbildung für Open Innovation in Science am Ludwig Boltzmann Institut in Wien (2018/19). Daniela Haluza habilitierte 2020 im Fach Public Health und ist seit 2021 assoziierte Professorin an der Medizinischen Universität Wien. Ihre Hauptforschungsinteressen sind Natur und Gesundheit, Biodiversität im Wald, Waldbaden, Waldtherapie und Wissenschaftskommunikation. 2024 schloss sie Masterstudium (Master of Science, MSc) im Fach Umweltmanagement an der Hochschule für Agrar- und Umweltpädagogik ab.

## Auszeichnungen
Haluza erhielt für ihre medizinische Doktorarbeit den 1. Posterpreis der Deutschen Gesellschaft für Pathologie (2008), den Wilhelm Auerswald Preis (2008) und den Posterpreis des Vereins zur Förderung von Wissenschaft und Forschung (2009). Außerdem wurde sie 2013 von der Österreichischen Gesellschaft für Gendermedizin für ihre Forschung zu Geschlechterunterschiede von Hautkrebsvorsorge ausgezeichnet. Sie wurde 2015 mit dem Researcher of the Month-Preis der Medizinischen Universität Wien für ihre Forschung zu Telemedizin geehrt und erhielt 2017 und 2023 den Veronika Fialka-Moser-Preis für ihre Beträge in Forschung und Lehre. Ihr 10-jähriges Engagement bei der KinderUniMedizin mit den Lehrveranstaltungen „Wie Zigarettenrauchen der Gesundheit schadet“ und „Natur und Gesundheit“ wurde 2018 mit einem Ehrenpreis ausgezeichnet. 2022 erhielt sie ein Stipendium der Tageszeitung „Die Presse“ für die Teilnahme am postgraduellen MSc-Lehrgang Umweltmanagement. Die Wirtschaftskammer Österreich (WKO) zeichnete Daniela Haluza als „WKO Gesundheitsmanagerin des Monats“ für Juli und August 2024 aus.

## Mitgliedschaften
Haluza ist Mitglied bei der Österreichischen Gesellschaft für Hygiene, Mikrobiologie und Prävention (seit 2010) und der Österreichischen Gesellschaft für Epidemiologie (seit 2019). Sie ist seit 2019 Mitglied im Wissenschaftsbeirat des Innovationslabors Grün statt Grau und des Klimarats Margareten. Seit 2022 ist sie im Rat der Sachverständigen für Umweltfragen Wien aktiv. An der Medizinischen Universität Wien ist sie seit 2021 Mitglied der Arbeitsgruppe Gender und Diversity im Curriculum und der Taskforce Green University, in der sie die Arbeitsgruppe „Lehre“ leitet (seit 2024).

## Publikationen
Daniela Haluza veröffentlicht regelmäßig Fachartikel in wissenschaftlichen Journalen und verfasst Lehr- und Sachbücher sowie Blogbeiträge im Bereich Public Health.

### Wissenschaftliche Publikationen (Auswahl)
- L. Gillerot, D. Landuyt, R. Oh, W. Chow, D. Haluza, Q. Ponette, H. Jactel, H. Bruelheide, B. Jaroszewicz, M. Scherer-Lorenzen, P. De Frenne, B. Muys, K. Verheyen: Forest structure and composition alleviate human thermal stress. In: Glob Change Biol. 2022. doi:10.1111/gcb.16419[11]
- D. Jungwirth, M. Angerer, D. Haluza: The Impact of COVID-19 on Physical Activity and Life Satisfaction of Golfers: A Cross-Sectional Study in German-Speaking Countries. In: Front Sports Act Living. Band 4, 2022, S. 913244. doi:10.3389/fspor.2022.913244[12]
- L. Capari, H. Wilfing, A. Exner, T. Höflehner, D. Haluza: Cooling the City? A Scientometric Study on Urban Green and Blue Infrastructure and Climate Change-Induced Public Health Effects. In: Sustainability. Band 14, 2022, S. 4929. doi:10.3390/su14094929[13]
- M. Steinparzer, D. Haluza, D. L. Godbold: Integrating Tree Species Identity and Diversity in Particulate Matter Adsorption. In: Forests. Band 13, 2022, S. 481. doi:10.3390/f13030481[14]
- D. Jungwirth, C. A. Weninger, D. Haluza: Fitness and the Crisis: Impacts of COVID-19 on Active Living and Life Satisfaction in Austria. In: International Journal of Environmental Research and Public Health. Band 18, Nr. 24, 2021, S. 13073. doi:10.3390/ijerph182413073[15]
- D. Haluza, D. Jungwirth, S. Gahbauer: Evidence-Based Practices and Use among Employees and Students at an Austrian Medical University. In: J Clin Med. Band 10, 2021, S. 4438. doi:10.3390/jcm10194438[16]
- F. Reinwald, D. Haluza, U. Pitha, R. Stangl: Urban Green Infrastructure and Green Open Spaces: An Issue of Social Fairness in Times of COVID-19 Crisis. In: Sustainability. Band 13, 2021, S. 10606. doi:10.3390/su131910606[17]

### Bücher, Podcasts und Blogbeiträge (Auswahl)
- D. Haluza: Waldtherapie. Ein Basislehrbuch für die Anwendung in Psychotherapie, Psychologie und Medizin. 2024, ISBN 978-3-17-041864-6.[18]
- D. Haluza: Dr.Forest Blog post: Diversity as a key feature for performance – in humans and forests. 2022.[19]
- D. Haluza: Männerhaut ist anders, die von Frauen auch. In: Ärzte Krone. Band 9, 2022, S. 12–1.[20]
- D. Haluza: Podcast. DARWIN'S VOICE x ONE HEALTH. Vol. 1: Biodiversität. 2021.[21]
- D. Haluza: Podcast. RH #37: Wie Waldbaden unsere Gesundheit fördert! 2021.[22]
- R. Cervinka, J. Höltge, L. Pirgie, M. Schwab, J. Sudkamp, D. Haluza, A. Arnberger, R. Eder, M. Ebenberger: Green Public Health - Benefits of Woodlands on Human Health and Well-being [Greencare: Zur Gesundheitswirkung von Waldlandschaften]. Bundesforschungszentrum für Wald, 2014, ISBN 978-3-902762-32-0.[23]
- D. Haluza: In vitro research work in Austria. In: Advances of Atmospheric Aerosol Research (Interdiscplinary Perspectives). Verlag der österreichischen Akademie der Wissenschaften, 2012, ISBN 978-3-7001-7364-9.[24]
- P. Hohenblum, M. Denner, A. Draxler, G. Lorbeer, W. Moche, W. Raffesberg, S. Scharf, P. Steinbichl, M. Uhl, B. Vallant, S. Weiß, H. P. Hutter, L. Borsoi, B. Piegler, P. Wallner, M. Kundi, D. Haluza: Schadstoffe im Menschen: Ergebnisse einer Human-Biomonitoring-Studie in Österreich. Umweltbundesamt, 2011, ISBN 978-3-99004-126-0.[25]
- D. Haluza: Dr.Forest Blog post: Outreach activities in Austria: Dissemination and communication from a Public Health perspective. 2020.[26]
- D. Haluza: innovation.network.talk DX Female-Only-Konferenz. 2020.[27]
- D. Haluza: impuls wissen: Waldbaden mit Daniela Haluza. YouTube-Video. 2020[28]
- D. Haluza: Naturtherapie: Heilsames Eintauchen ins Grün. In: Gehirn&Geist. Band 8, 2019, S. 12–19.[29]
- D. Haluza: TerraX Unsere Wälder (1/3): Die Sprache der Bäume. 2017.[30]